# Éparchie de Bratislava
L’éparchie de Bratislava (en slovaque : Bratislava gréckokatolícka eparchia ; en latin : Eparchia Bratislaviensis) est une éparchie de l’Église grecque-catholique slovaque, en pleine communion avec l’Église catholique, qui couvre le territoire du centre et de l’ouest de la Slovaquie.

## Description
L'éparchie de Bratislava est suffragante dans la province ecclésiastique liée à l’archéparchie métropolitaine de Prešov. Sa cathédrale est l’église de l’Exaltation-de-la-Sainte-Croix de Bratislava.
Elle couvre le territoire des régions de Bratislava, Trnava, Nitra, Trenčín, Žilina et Banská Bystrica (totalisant environ 33 300 km2).

## Historique
L’éparchie a été établie le 30 janvier 2008 par le pape Benoît XVI et son évêque actuel est Peter Rusnák (sk). En 2008, environ 25 000 gréco-catholiques slovaques étaient sous sa juridiction.